# Митровци
Митровци (болг. Митровци) — село в Болгарии. Находится в Монтанской области, входит в общину Чипровци. Население составляет 120 человек.

## Политическая ситуация
Митровци подчиняется непосредственно общине и не имеет своего кмета.
Кмет (мэр) общины Чипровци — Захарин Иванов Замфиров (Земледельческий союз Александра Стамболийского (ЗСАС)) по результатам выборов в правление общины.